# Zagórska Południe

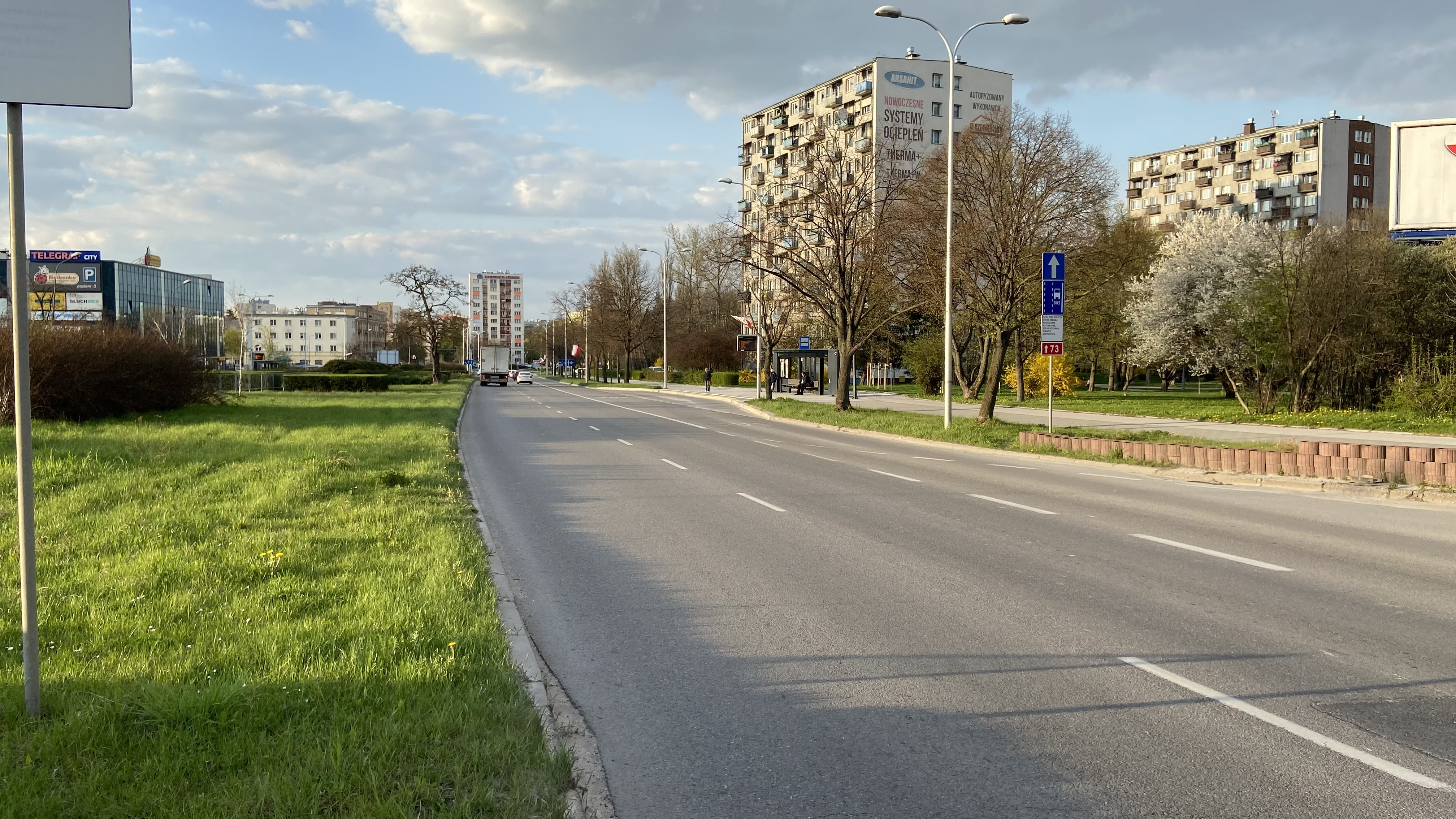
Widok na południową część osiedla z ul. Tarnowskiej

Zagórska Południe – osiedle Kielc we wschodniej części miasta, w dzielnicy Wielkopole. Obszar osiedla ograniczają ulice: Zagórska, Szczecińska, Bohaterów Warszawy i Tarnowska. Pozostałe ulice osiedla to: Chopina, Karłowicza, Szymanowskiego. Znajdujące się na terenie osiedla 43 bloki, administrowane przez Kielecką Spółdzielnię Mieszkaniową, zbudowano głównie w latach 60. i 70. XX wieku, a najnowszy - w 1998 roku. Liczba mieszkańców osiedla wynosi 4878. Jest to drugie co do wielkości osiedle spółdzielni KSM. Nazwa osiedla nawiązuje do ul. Zagórskiej oddzielającej go od osiedla Zagórska Północ.
U zbiegu ulic Zagórskiej i Tarnowskiej, w miejscu gdzie 24 września 1831 roku zginęli trzej nieznani z imienia żołnierze Wojska Polskiego znajduje się krzyż i pomnik upamiętniający 150 rocznicę wybuchu powstania listopadowego i ustanowienia barw narodowych. U zbiegu ulic Tarnowskiej i Bohaterów Warszawy znajduje się park osiedlowy z fontanną, który jest jednym z bardziej malowniczych zakątków w mieście.

## Ważniejsze obiekty
Przy ul. Zagórskiej mieści się Urząd Pocztowy nr 14, a przy ul. Szymanowskiego – szkoła podstawowa nr 28 oraz jeden z budynków Urzędu Miasta. W bezpośrednim sąsiedztwie osiedla znajduje się basen letni, a tuż za nim kościół pw. św. Maksymiliana Kolbe.

## Komunikacja
Dojazd do osiedla zapewniają autobusy linii nr: 8, 21, 28, 50, 51, 112, Z.
W pobliżu osiedla przebiega droga krajowa nr 73 (ul. Tarnowska).